# Corson megye
Corson megye az Amerikai Egyesült Államokban, azon belül Dél-Dakota államban található. Megyeszékhelye McIntosh, legnagyobb városa McLaughlin. Lakosainak száma 3902 fő (2020. április 1.). Corson megye Sioux, Adams, Campbell, Walworth, Dewey, Ziebach, Perkins és Emmons megyékkel határos.

## Népesség
A megye népességének változása:
| Lakosok száma | 4068 | 4043 | 4080 | 4215 | 4197 | 3902 |
|               | 2010 | 2011 | 2012 | 2013 | 2015 | 2020 |